# Háj (Smrčiny)
Háj (németül Hainberg bei Asch) a Smrčiny hegység legmagasabb, 758 m tengerszint feletti magasságot elérő hegycsúcsa Csehországban.

## Fekvése
Az Aši-kiszögellésben, Aštól (Asch) 1 km-re északkeletre fekszik. 

## Nevezetességek
- Bismarck-kilátó. A területet Asch városa 1861-ben vásárolta meg 6000 aranyért a Zedtwitz-családtól. Egy kilátó megépítésének szándéka először 1874-ben merült fel, azonban a megfelelő anyagi lehetőségek hiányában ezen tervek két évtizedre feledésbe merültek. Ismételten csak 1895-ben Otto von Bismarck német kancellár 80. születésnapja alkalmából kerültek előtérbe. Asch város polgármestere, Emil Schindler elnökletével 1898-ban bizottságot hoztak létre a kilátó megépítése céljából, s a város lakosainak pénzadományaiból sikerült az építéshez szükséges pénzösszeget előteremteni. A tervek elkészítésére Wilhelm Kreis német építészt kérték fel. Az építész által két módozatban előterjesztett terveket azonban a bizottság nem fogadta el, csupán azok módosított, az 1901-es drezdai kiállítás díjnyertes tervrajzaként is hírnevet szerzett, harmadik változata nyerte el a bizottság egyhangú tetszését. A kilátó megépítését Ernst Hausner aschi építőmesterre bízták, aki 1902. szeptember 22-én kezdte el a munkálatokat. A 34 m magas, 6,7×6,7 m alapzatú kilátó megépítéséhez 66 m³ gránitkövet, 65 000 téglát és 3 vagon cementet használtak fel 58 967 korona értékben. Az építmény 1903 októberére készült el, s december 25-én fogadta az első látogatókat, akik 10 fillér befizetése után gyönyörködhettek a kilátó nyújtotta panorámában. Az építmény hivatalosan 1904. június 19-én került átadásra. Albrecht Gerold alkotását, a Bismarck kancellárt ábrázoló bronz domborművet 1913-ban helyezték el a bejárat fölé. A Bismarck-domborművet 1945-ben eltávolították.

## Fordítás
- Ez a szócikk részben vagy egészben a Háj (Smrčiny) című cseh Wikipédia-szócikk ezen változatának fordításán alapul.  Az eredeti cikk szerkesztőit annak laptörténete sorolja fel. Ez a jelzés csupán a megfogalmazás eredetét és a szerzői jogokat jelzi, nem szolgál a cikkben szereplő információk forrásmegjelöléseként.